# Operacja Kusza
Operacja Kusza – brytyjski film wojenny z 1965 roku.

## Fabuła
W grudniu 1942 roku wywiad brytyjski otrzymuje informacje o nowej broni Niemców – rakietach dalekiego zasięgu. Na podstawie zdjęć lotniczych zostają zlokalizowane wyrzutnie rakietowe i zostają zbombardowane przez RAF. Ale kiedy rakiety V-1 uderzają na Londyn staje się jasne, że główny cel nie został zniszczony. Wywiad donosi, że rakiety V-1 i V-2 są produkowane w Peenemünde na wyspie Uznam. Tam postanawia wysłać trzech agentów, którzy posiadają dużą wiedzę techniczną i mają zniszczyć miejsce produkcji.

## Główne role
- Sophia Loren – Nora van Ostangen
- George Peppard – Porucznik John Curtis
- Trevor Howard – Profesor Lindemann
- John Mills – Generał Boyd
- Richard Johnson – Duncan Sandys
- Tom Courtenay – Robert Henshaw
- Jeremy Kemp – Phil Bradley
- Anthony Quayle – Bamford
- Lilli Palmer – Frieda
- Paul Henreid – Generał Ziemann
- Helmut Dantine – Generał Linz
- Barbara Rütting – Hanna Reitsch
- Richard Todd – Komandor lotnictwa Kendall
- Sylvia Syms – Constance Babington Smith
- John Fraser – Porucznik lotnictwa Kenny
- Patrick Wymark – Winston Churchill